# Ove Allansson
Ove Allansson (* 13. Juni 1932 in Lidköping; † 9. Januar 2016 in Göteborg) war ein schwedischer Schriftsteller.

## Leben
Allansson wuchs in Kvänum, Gemeinde Vara, auf und arbeitete in der herstellenden Industrie, einem Forschungsinstitut und auf einem Forschungsschiff als Dreher und Monteur sowie als Mechaniker in der Handelsflotte. Sein schriftstellerisches Debüt erfolgte 1963 mit Gedichten in der Zeitung Sjömannen (deutsch Der Seemann) und mit einer Novelle in der Zeitung Metallarbetaren (deutsch Der Metallarbeiter) im selben Jahr. Anschließend war er Mitarbeiter einer Reihe anderer Zeitungen und Zeitschriften. Er publizierte etwa dreißig Bücher und arbeitete an ebenso vielen Anthologien mit, die größtenteils das Seemannsleben und Reisen thematisieren. 1967 erschien sein erster Roman Resan till Honduras (deutsch Reise nach Honduras). 1969 wurde er hauptberuflicher Schriftsteller.
Allansson zählte zu den sogenannten Arbeiterschriftstellern, zeichnete sich durch soziales Engagement aus und war ein Geschichtenerzähler mit großer Phantasie. In seinen vielen Werken beleuchtete er das Alltagsleben der Schweden. Er vermischte Arbeit, Träume, Liebe, Trauer und Wut mit Lust und Freude der Gegenwart. Seine Erzählungen stellten grundlegende existenzielle und politische Fragen. 
In seinem Streben, die Arbeits- und Lebensbedingungen der Seeleute zu verbessern, richtete er in seinen Werken beständig die Aufmerksamkeit auf die Ungerechtigkeiten an Bord, untersuchte die Klassengesellschaft und entblößte Machtstrukturen.
1984 zog Allansson nach Göteborg, wo er mit seiner Frau Sonja Maria lebte. Er hatte zwei Kinder und sechs Enkel.

## Werke
| - Resan till Honduras, 1967 - Vintramp, 1968 - Oståkaren, 1969 - Värmen, 1970 - Ombordarna, 1971 - Berättelser från sjön, 1973 - Pojken som lovade rädda Sveriges järnvägar, 1973 - Här seglar Manfred Nilsson, 1975 - Zeppelinaren, 1976 - Svarvarns första sommar, 1977 - Styckegods, 1978 - Containerbröderna, 1979 - New York Blues, 1981 - Med Peter till sjöss, 1981 - En sjöman åker Vasaloppet, 1983 - Sjömän, 1984 - Samtal vid frukost (novell på 4 sidor), 1984 - Spökmatrosens sånger, 1985 | - Gud är amerikan, 1987 - Frigossen och berättelserna, 1988 - Sjöklart, 1989 - I överrockens kölvatten, 1990 - Den sorgsne trubaduren från Fogo och andra berättelser, 1992 - Det kommer alltid en måndag, 1994 - Sydvart, 1995 - Hongkong blues, 1997 - Kapten orädd och jag, 1998 - Frysarns värme, 1998 - De haltande åren, 2001 - Ängeln Sonja, Rubbe, akterseglad Martinson och andra sjömän, 2001 - Sjöbröder, 2002 - Horisontdragning, 2003 - De kosmiska havens bokanjärer, 2005 - Sjöliv, 2006 - Blues för Maria, 2008 |

## Preise und Auszeichnungen
- Kulturpreis der Gesellschaft der Seeleute
- Literaturpreis der Stiftung Sveriges Sjömanshus
- Literaturpreis der Zeitung Vi 1972
- Ivar-Lo-Preis1988
- Ivar-Lo-Johanssons Persönlicher Preis 2003
- Stig-Sjödin-Preis 2008